# Granique
Pour les articles homonymes, voir Biga.
Le Granique (du  grec ancien Γρανικός / Granikós, « à gravier » ; en latin Granicus) ou Biga Çayı (« rivière de Biga » en turc ; aussi appelé Kocabaş Çayı, « rivière de la Grosse tête ») est un fleuve côtier de l'antique Mysie et de l'actuelle province de Çanakkale, en Turquie. Il prend sa source sur les flancs du Mont Ida et se déverse dans la mer de Marmara, à proximité de la ville de Karabiga (en). Ses berges ont notamment été le théâtre d'une première défaite des armées perses de Darius III contre Alexandre le Grand en 334 av. J.-C., lors de la bataille du Granique.
Le Granique a également donné son nom aux Granicus Valles (littéralement « vallées du Granique ») sur la planète Mars.

## Mythologie
Le Granique est présenté comme l'un des vingt-cinq fils de Téthys et d'Océan, cités par Hésiode dans sa Théogonie, où il relate la création du monde :
« Τηθὺς δ᾽ Ὠκεανῷ Ποταμοὺς τέκε δινήεντας,
Νεῖλόν τ᾽ Ἀλφειόν τε καὶ Ἠριδανὸν βαθυδίνην
Στρυμόνα Μαίανδρόν τε καὶ Ἴστρον καλλιρέεθρον
Φᾶσίν τε Ῥῆσόν τ᾽ Ἀχελώιόν τ᾽ ἀργυροδίνην340
Νέσσον τε Ῥοδίον θ᾽ Ἁλιάκμονά θ᾽ Ἑπτάπορόν τε
Γρήνικόν τε καὶ Αἴσηπον θεῖόν τε Σιμοῦντα
Πηνειόν τε καὶ Ἕρμον ἐυῤῥείτην τε Κάικον
Σαγγάριόν τε μέγαν Λάδωνά τε Παρθένιόν τε
Εὔηνόν τε καὶ Ἄρδησκον θεῖόν τε Σκάμανδρον. »
— Hésiode, Théogonie, v. 337-349, traduction d'Anne Bignan

« Téthys donna à l’Océan des Fleuves au cours sinueux, le Nil, l’Alphée, l’Éridan aux gouffres profonds, le Strymon, le Méandre, l’Ister aux belles eaux, le Phase, le Rhésus, l’Achéloüs aux flots argentés, le Nessus, le Rhodius, l’Haliacmon, l’Heptapore, le Granique, l’Ésépus, le divin Simoïs, le Pénée, l’Hermus, le Caïque aux ondes gracieuses, le large Sangarius, le Ladon, le Parthénius, l’Événus, l’Ardesque et le divin Scamandre. »